# Kenichi
Kenichi, auch Ken’ichi, ist ein männlicher japanischer Vorname.

## Herkunft und Bedeutung
Der Name kann für ken mit verschiedenen Kanji geschrieben werden und hat deshalb auch verschiedene Bedeutungen (ichi heißt ‚einer, eins‘ im Sinn von „erster Sohn“), z. B.:
- 健 ‚gesund‘
- 賢 ‚weise‘
- 謙 ‚höflich‘
- 憲 ‚gerecht‘
- 建 ‚bauen‘
- 研 ‚glänzend‘
- 兼 ‚gleichzeitig‘

Alle Formen werden „ken-ichi“ ausgesprochen, nicht „ke-ni-chi“.

## Varianten
Alle Formen lassen sich anglisiert als Ken verkürzen und werden dann ohne 一 geschrieben.

## Bekannte Namensträger
Anm.: Die Stellung hängt mit der Umstellung der japanischen Namensusance im 20. Jh. zusammen, es handelt sich aber sämtlich um den Individualnamen, ob an erster oder zweiter Stelle.

### 健一
- Enomoto Ken’ichi (1904–1970), japanischer Komödiant und Schauspieler
- Kenichi Sonoda (* 1962), japanischer Mangaka
- Ken’ichi Suzumura (* 1974), japanischer Synchronsprecher und Sänger
- Ken’ichi Takahashi (* 1973), japanischer Langstreckenläufer
- Tanigawa Ken’ichi (1921–2013), japanischer Kulturanthropologen
- Yoshida Ken’ichi (1912–1977), japanischer Schriftsteller
- Ken’ichi Yoshida (* 1979), Shamisen-Musiker der Yoshida Brothers
- Ken’ichi Yumoto (* 1984), japanischer Ringer
- Ishikawa Ken’ichi (1875–1964), eigentlich Ishikawa Toraji, japanischer Maler

### 賢一
- Ken’ichi Hayakawa (* 1986), japanischer Badmintonspieler
- Ken’ichi Ishikawa, kurz Ken Ishikawa (1948–2006), japanischer Manga-Zeichner

### 謙一
- Fukui Ken’ichi (1918–1998), japanischer Chemiker
- Kenichi Horie (* 1938), japanischer Segler und Forscher

### 研一
- Ken’ichi Matsuyama (* 1985), japanischer Schauspieler
- Kenichi Ohmae (* 1943), japanischer Unternehmensberater und Autor